# Plague Inc: Evolved
Plague Inc: Evolved је видео игра симулације стратегије у реалном времену, коју је развио и објавио независни студио за игре Ndemic Creations са седиштем у Великој Британији. Игра је римејк претходне игре програмера, Plague Inc., прилагођена за компјутере и конзоле. У игри, играч ствара и развија патоген у покушају да уништи свет смртоносном кугом. Игра користи модел епидемије са сложеним и реалистичним скупом варијабли за симулацију ширења и озбиљности куге, а игра је привукла пажњу CDC-а.

## Играње
Основна игра Plague Inc: Evolved је иста као Plague Inc. - играч контролише кугу која је заразила нултог пацијента. Играч мора да зарази и убије целу светску популацију развијајући кугу и прилагођавајући се различитим окружењима. Међутим, постоји временски притисак да се игра заврши пре него што људи, противник, развију лек за кугу. Програмер је рекао да је игра инспирисана Pandemic 2, Флеш игром заснованом на претраживачу коју је 2008. године издао Dark Realm Studios.
Серију игара похвалили су Центри за контролу и превенцију болести који су рекли да „користи нетрадиционални пут за подизање свести јавности о епидемиологији, преносу болести и информацијама о болестима/пандемијама. Игра ствара упечатљив свет који ангажује јавност о озбиљним темама јавног здравља." Програмер игре је позван да одржи говор у ЦДЦ-у.
Такође укључује све пакете проширења из оригиналне игре Plague Inc..

### Plague Inc: The Cure
Дана 28. јануара 2021. објављен је бесплатни ДЛЦ (сада се плаћа) под називом Plague Inc: The Cure у којем играч покушава да искоријени кугу која се брзо шири стварањем лијека прије него што изгуби сав свој "ауторитет" због превише људи који су у паници због ширења болести.
Играч може успорити ширење куге наметањем здравствених смерница, шемама подизања свести јавности и континенталним затварањем.

## Развој и издавање
Plague Inc: Evolved је изашао уживо на Стиму са раним приступом 20. фебруара 2014.
У 2014, програмер је користио „скоро пола милиона повратних информација и захтева за функције играча“ да би му помогао да разуме шта играчи желе од игре и рекао је да је „само 50 одсто прошао кроз оригинални дизајнерски документ Plague Inc.“
Режим за више играча под називом „VS. mode“ је додат игри 1. децембра 2015. године. У овом режиму, два играча се такмиче да шире сопствену кугу широм света, док спречавају људе у игри да измисле лек и покушају да искорене болест другог играча. Режим додаје нове гене, еволуцију и способности игри.
Издање 1.0 је одржано 18. фебруара 2016.
Ndemic Creations је 9. августа 2019. издао Plague Inc. Evolved за Нинтендо Свич; игром се управља преко прекидача Joy-Con или преко екрана осетљивог на додир.

## Пријем
| Агрегатор  | Резултат     |
| ---------- | ------------ |
| Метакритик | XONE: 80/100 |

Иксбокс Један верзија Plague Inc. Evolved је добио „генерално повољне критике“ од агрегатора рецензија Метакритик. Критичари су игри дали просечну оцену 80 од 100.
У марту 2016. италијанско издање Eurogamer-а дало је игри оцену 7/10, хвалећи је због релативно сложене игре, али је благо критикујући због недостатка дубине узроковане њеним пореклом као мобилна игра.
У октобру 2015. GamesRadar+ је оценио игру са 4 од 5, наводећи да је игра „деликатно балансирање“.
Било је неких контроверзи због природе игре током пандемије Ковида-19, због ове Plague Inc. па је The Cure дат бесплатно на неким платформама.